# 埃斯珀瑙
埃斯珀瑙（德語：Espenau）是德国黑森州的一个市镇。总面积13.59平方公里，总人口4867人，其中男性2359人，女性2508人（2011年12月31日），人口密度358人/平方公里。